# Стадион Естер Роа
Стадион Естер Роа (шп. Estadio Municipal Alcaldesa Ester Roa Rebolledo) је вишенаменски стадион који се налази у граду Консепсион у Чилеу. Највише се користи за фудбал.

## Историјат стадиона
Стадион је изграђен 1962. године као „Естадио Рехионал” (Estadio Regional), са првобитним капацитетом од 35.000 људи. Stadion je 2015. године потпуно обновљена са новим седиштима и кровом. Садашњи капацитет је до 30.448 места.
До 2010. је био познат као Естадио Мунисипал де Консепсион (Estadio Municipal de Concepción). Стадион је добио ново име, Естер Роа Ребољедо, што је било име бившег градоначелника града Консепсион.
Највећа икада забележена посећеност је била 43.340 на утакмици одржаној 12. новембра 1967. између Уачипата и Коло-Кола. Стадион је такође био место одржавања утакмица Копа Америке када је турнир 1991. године одржан у Чилеу.
У октобру 1987. стадион је био једно од места за утакмице  светског првенства у фудбалу до 20 година, где је репрезентација Југославије до 20 година постала првак света.

## Светско првенство у фудбалу до 20 година 1987.
Утакмице одигране на стадиону:
| Датум             | Репр. #1 | Рез. | Репр. #2        | Коло         | Гледалаца |
| ----------------- | -------- | ---- | --------------- | ------------ | --------- |
| 11. октобар 1987. | Бразил   | 4–0  | Нигерија        | Групна фаза  | 27.000    |
| 12. октобар 1987. | Италија  | 2:2  | Канада          | Групна фаза  | 13.500    |
| 14. октобар 1987. | Бразил   | 0:1  | Италија         | Групна фаза  | 18.000    |
| 15. октобар 1987. | Нигерија | 2:2  | Канада          | Групна фаза  | 5.000     |
| 17. октобар 1987. | Бразил   | 1:0  | Канада          | Групна фаза  | 8.000     |
| 18. октобар 1987. | Нигерија | 0:2  | Италија         | Групна фаза  | 9.000     |
| 21. октобар 1987. | Италија  | 0:1  | Чиле            | Четвртфинале | 35.000    |
| 23. октобар 1987. | Чиле     | 0:4  | Западна Немачка | Полуфинале   | 36.000    |

## Копа Америка 1991.
| Датум         | Репр. #1  | Рез. | Репр. #2 | Коло        | Гледалаца |
| ------------- | --------- | ---- | -------- | ----------- | --------- |
| 8. јул 1991.  | Чиле      | 4–2  | Перу     | Групна фаза | 18.798    |
| 12. јул 1991. | Аргентина | 4–1  | Парагвај | Групна фаза | 10.000    |

## Копа Америка 1995.
| Датум         | Време | Репр. #1  | Рез.            | Репр. #2 | Коло           | Гледалаца |
| ------------- | ----- | --------- | --------------- | -------- | -------------- | --------- |
| 27. јун 2015. | 18:30 | Бразил    | 1–1 (пен.: 3:4) | Парагвај | Четвртфинале   | 29.276    |
| 30. јун 2015  | 20:30 | Аргентина | 6:1             | Парагвај | Полуфинале     | 29.205    |
| 3. јул 2015.  | 20:30 | Перу      | 2:0             | Парагвај | За треће место | 29.143    |